# 瑞士信貸集團
瑞士信贷集团有限公司（英語：Aktiengesellschaft）是一家拥有全球财富管理、投资银行及金融服务等业务的公司，该公司成立于瑞士。瑞士信贷集团总部位于苏黎世并在全球主要金融中心都设立了办事处，并且它也是全球十大同时提供投资银行、私人银行、资产管理及共享服务的“大型投资机构”之一。瑞士信贷集团以严格遵守并执行“银行－客户保密条款”及“瑞士银行保密惯例”而闻名。
瑞士信贷集团成立于1856年，最初是为了募款资助瑞士铁路发展而组建。通过发行贷款，它帮助建立了瑞士的输电网络及欧洲铁路系统。1900年代，为了应对瑞士中产阶级的崛起以及面对瑞银集团和宝盛集团的竞争，瑞士信贷集团开始转向零售银行业务。1978年，瑞士信贷集团与第一波士顿银行展开合作；由于后者在大量贷款失败而遭遇巨大财务压力，瑞士信贷集团在1988年出资购买了该银行的控制权。在1990年到2000年期间，瑞士信贷集团进行了一系列收购。通过兼并温特图尔集团、瑞士大众银行（Swiss Volksbank）、瑞士美国证券公司（Swiss American Securities Inc.）及瑞狮银行等公司，瑞士信贷集团大大提高了自身的市场份额。
瑞士信贷集团分别于2002年、2004年和2006年进行了重组。它是2008年次贷危机中受影响最小的几个银行之一，但它随后便开始削减投资业务、裁员并压缩运营成本。该银行同时也是多个避税调查的中心，由于其最终认罪而导致在2008年到2012年期间缴纳了26亿美元的罚款。2020年第3季，瑞信管理的资产规模多达14,783亿瑞士法郎，淨收入53億。2022年10月初瑞士信贷被曝出现流动性危机；2023年2月瑞信最大股東沙特国民银行拒絕提供財務援助後使瑞信將引發金融風暴，同年3月19日由瑞士財政部、瑞士金融監管局和瑞士央行聯合發起瑞銀集團收購瑞信以解決瑞信危機。

## 公司架构

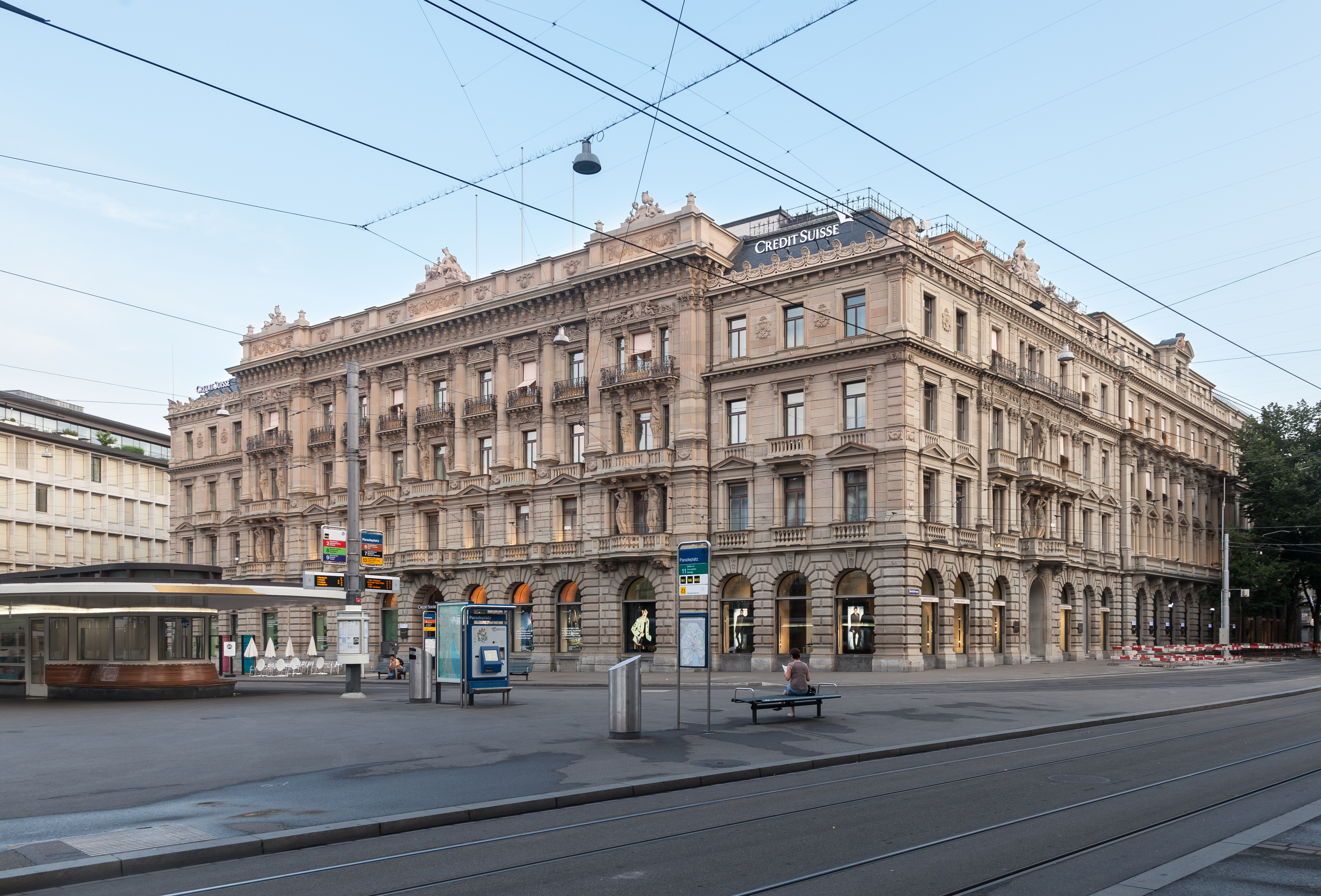
位于瑞士苏黎世阅兵广场的瑞士信贷集团总部。

瑞士信贷集团是一家注册在瑞士苏黎世的股份有限公司，同时它也是一家控股公司。它拥有瑞士信贷银行及其他金融服务业务中的权益。瑞士信贷集团受到董事会、股东及独立审计师的约束，董事会每年组织年度股东大会，而在公司中拥有大多数股份的投资者则决定议程。由股东选举的设计师任期为一年，他拥有批准年度财务报告及其他财务报表的权力，同时还具有其他法律所赋予他的权限。股东根据董事长或管理委员会的提名来选举其他董事，每名董事任期三年。董事会每年召开六次会议，对公司决议进行投票。董事会根据薪酬委员会的指导制定瑞士信贷的业务策略并批准其薪酬原则。它还有权创建具有委派特定管理职能的委员会。
瑞士信贷集团拥有两大事业部门：私人银行及财富管理事业部和投资银行事业部。而共享服务部门则为所有业务领域提供支持服务，例如：风险管理、法律、IT和市场营销等。其在全球的业务分为四个区块：瑞士地区；欧洲、中东及非洲地区；美洲地区和亚太地区。瑞士信贷私人银行部门拥有财富管理，公司和机构业务等；其投资银行部门则负责证券处理、投资研究、交易、主经纪商及资本采购等业务；而其资产管理部门则负责出售投资类别、另类投资、房地产、股票、固定收益产品及其他金融产品等业务。

## 公司管理

### 董事会
| 瑞士信贷集团股份有限公司董事会 | 瑞士信贷集团股份有限公司董事会 | 瑞士信贷集团股份有限公司董事会                                                         |
| 姓名                           | 外文原名                       | 职能                                                                                   |
| ------------------------------ | ------------------------------ | -------------------------------------------------------------------------------------- |
| 乌尔斯·罗纳                    |                                | 董事会主席；管理与提名委员会主席；职业操守与金融犯罪控制委员会主席                     |
| 埃利斯·博内特                  |                                | 赔偿委员会委员                                                                         |
| 安德烈亚斯·哥特史林            |                                | 风险委员会主席；管理与提名委员会委员；审计委员会委员                                   |
| 亚历山大·古特                  |                                | 审计委员会委员                                                                         |
| 迈克尔·克莱文                  |                                | 风险委员会委员                                                                         |
| 安德烈亚斯·库普兰              |                                | 赔偿委员会委员                                                                         |
| 塞拉纳·玛西亚                  |                                | 风险委员会委员                                                                         |
| 南凯英                         |                                | 赔偿委员会主席；管理与提名委员会委员；职业操守与金融犯罪控制委员会委员                 |
| 安娜·宝拉·佩索阿               |                                | 审计委员会委员；职业操守与金融犯罪控制委员会委员                                       |
| 杰昆·里贝罗                    |                                | 审计委员会委员                                                                         |
| 赛佛林·施万                    |                                | 董事会副主席；首席独立董事；管理与提名委员会委员；风险委员会委员                       |
| 约翰·蒂纳                      |                                | 审计委员会主席；管理与提名委员会委员；风险委员会委员；职业操守与金融犯罪控制委员会委员 |
| 李山                           |                                | 风险委员会委员                                                                         |

### 高管层
| 瑞士信贷集团股份有限公司高管层 | 瑞士信贷集团股份有限公司高管层 | 瑞士信贷集团股份有限公司高管层                   |
| 姓名                           | 外文原名                       | 职能                                             |
| ------------------------------ | ------------------------------ | ------------------------------------------------ |
| 烏爾里奇·科納                  | Ulrich Körner                  | 首席执行官                                       |
| 事业部门 / 业务区域            |                                |                                                  |
| 大卫·米勒                      |                                | 投资银行及资本市场业务首席执行官                 |
| 布莱恩·秦                      |                                | 全球市场首席执行官                               |
| 安德烈·赫尔芬斯坦              |                                | 瑞士环球银行及瑞信（瑞士）股份有限公司首席执行官 |
| 菲利普·维勒                    |                                | 国际财富管理业务首席执行官                       |
| 劉志安                         |                                | 亚太地区首席执行官                               |
| 共享服务部门                   |                                |                                                  |
|                                |                                | 运营总监                                         |
| 罗密欧·赛鲁迪                  |                                | 法务总监                                         |
| 彼得·戈尔克                    |                                | 人力总监                                         |
| 戴维·马瑟斯                    |                                | 财务总监                                         |
| 约阿希姆·欧奇斯林              |                                | 风控总监                                         |
| 拉纳·华纳                      |                                | 首席合规及法规事务官                             |

## 公司历史

### 诞生前后

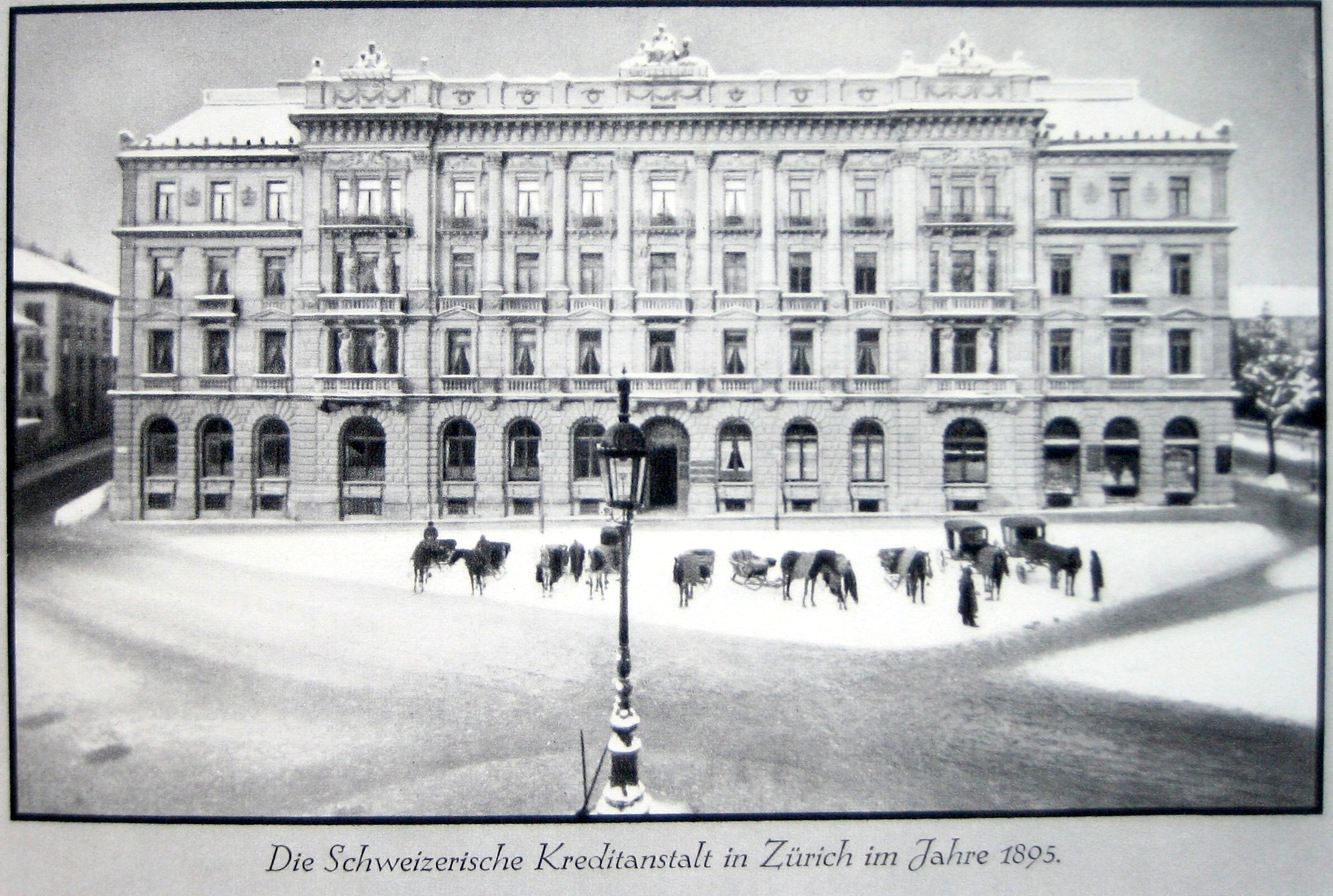
瑞士信贷机构总部
（摄于1895年）

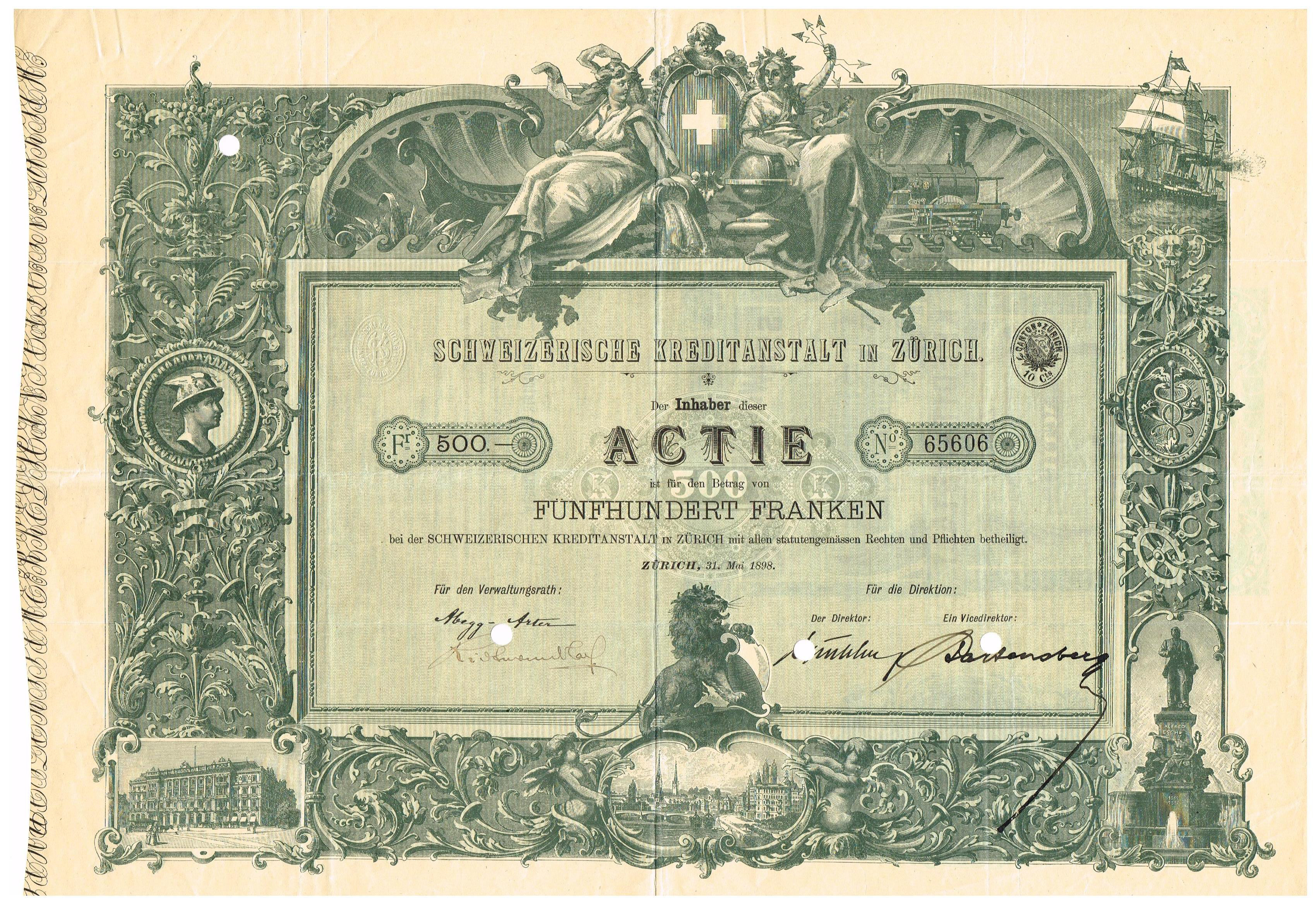
1898年5月31日发行的瑞士信贷机构股票

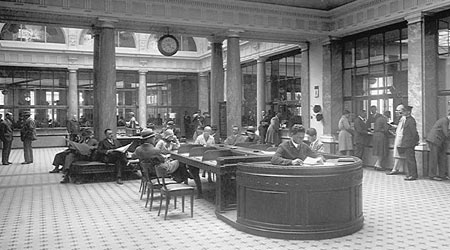
1930年代瑞士信贷大楼的内景

瑞士信贷集团的创始人阿尔弗里特·爱舍被誉为是“1892年铁路法的精神之父”，因为他的工作击败了瑞士铁路国有化的计划而支持铁路私有化的构想。爱舍与德国联合信贷银行（Allgemeine Deutsche Credit-Anstalt）在1856年联合创立了瑞士信贷银行（原称“瑞士信贷机构（Schweizerische Kreditanstalt）”）。该机构成立的主要目的在于为瑞士铁路项目提供国内资金，而避免想借机投资而对瑞士铁路系统产生影响的法国银行家们的资金注入。爱舍的目标为创建瑞士信贷机构募集300万股，但是他却在三天内售出了2.18亿股。瑞士信贷银行的成立是以法国的动产信贷银行为原型，而这家银行则是成立于两年前，其成立目的是为法国铁路项目募集资金。不过和动产信贷银行相比，瑞士信贷银行在中短期贷款项目上采取了更为保守的贷款策略。在瑞士信贷银行运营的第一年，其收入的25%来自于瑞士东北铁路；而这条路的修建者正是爱舍名下的东北铁路公司（Nordostbahn）。
瑞士信贷银行在瑞士经济发展中扮演了重要角色，它帮助瑞士建立了自己的货币体系、为瑞士的企业家提供了资金，以及投资了哥达铁路。哥达铁路在1882年将瑞士与欧洲铁路系统连为一体。瑞士信贷银行通过与电库公司（Elektrobank）——即现在的依利华（Elektrowatt）——合作为瑞士电网的建设提供了资金，电库公司是为瑞士电网建设提供资金的机构。根据《欧洲银行史手册（The Handbook on the History of European Banks）》的说法，“瑞士年轻的电力产业开始承担起40年前支持铁路建设的同等重要性。”该行还为解除1870年普法战争期间越境进入瑞士的法国军队武装及监禁他们提供了资金。到这场战争结束的时候，瑞士信贷银行已经成为瑞士境内最大的银行机构。
在整个1800年代，瑞士信贷以“SKA国际”的名义在德国、布鲁塞尔、日内瓦及其他地方成立了银行或保险公司，而瑞士信贷银行以上述机构的股东形式出现。它还创建了瑞士再保险、瑞士人寿、瑞士养老金机构（Schweiz Rentenanstalt）等保险公司。由于在农业、风险投资、商品交易及国际贸易等方面的损失，瑞士信贷在1886年是其第一个无利可图的年份。该银行创建了自己的甜菜工厂，购买了25,000种动物育种企业的股份；并支持了经营出口业务的瑞士出口公司（Schweizerische Exportgesellschaft），但该公司因过度投机性投资而蒙受了巨大损失。
1900年代初期，瑞士信贷银行通过开设存款柜台、货币兑换及储蓄账户等业务来迎合消费者和中产阶级。其在苏黎世之外的第一家分行于1905年在巴塞尔开业。瑞士信贷银行帮助受第一次世界大战影响的公司进行重组，并为它们的重建提供资金。在1920年代的大萧条时期，瑞士信贷集团的股息及净利润下跌了一半，员工也不得不削减了工资。第二次世界大战之后，瑞士信贷银行的主要业务用于国外重建工作。大屠杀幸存者试图从瑞士信贷银行获得自己那些因为死于纳粹集中营而没有死亡证明的亲属财产时，遇到了极大的障碍。这导致了于1996年发起的集体诉讼，最后在2000年以12.5亿美元达成了和解。《关于瑞士银行在尽职调查方面的行为准则的说明（The Agreement on the Swiss Banks' Code of Conduct with Regard to the Exercise of Due Diligence）》在1970年代制订，当时瑞士信贷银行位于基亚索的分支机构非法将9亿美元的意大利存款用于投机性投资而被曝光。

### 飞速发展

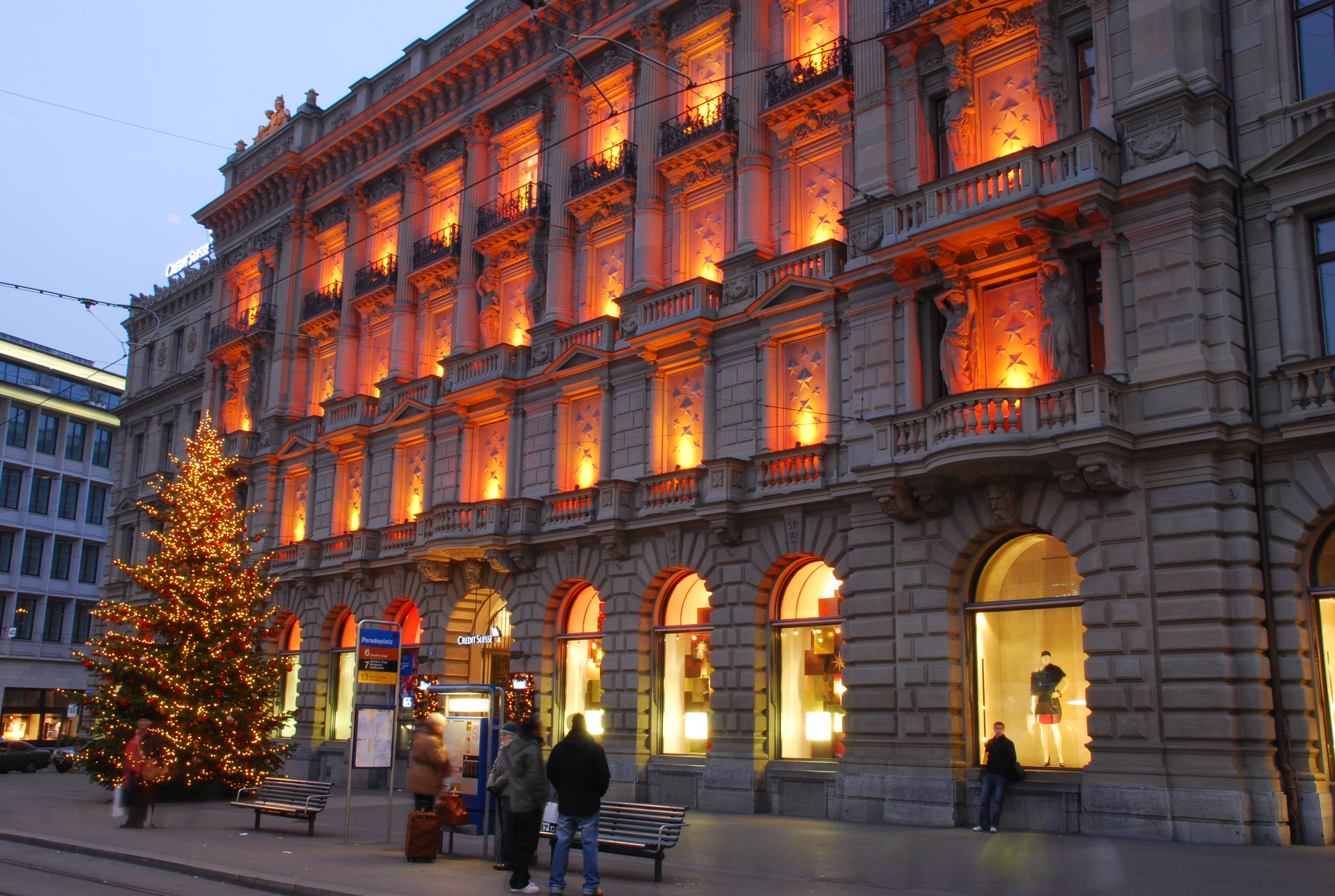
瑞士信贷集团苏黎世总部大楼夜景
（摄于2007年）

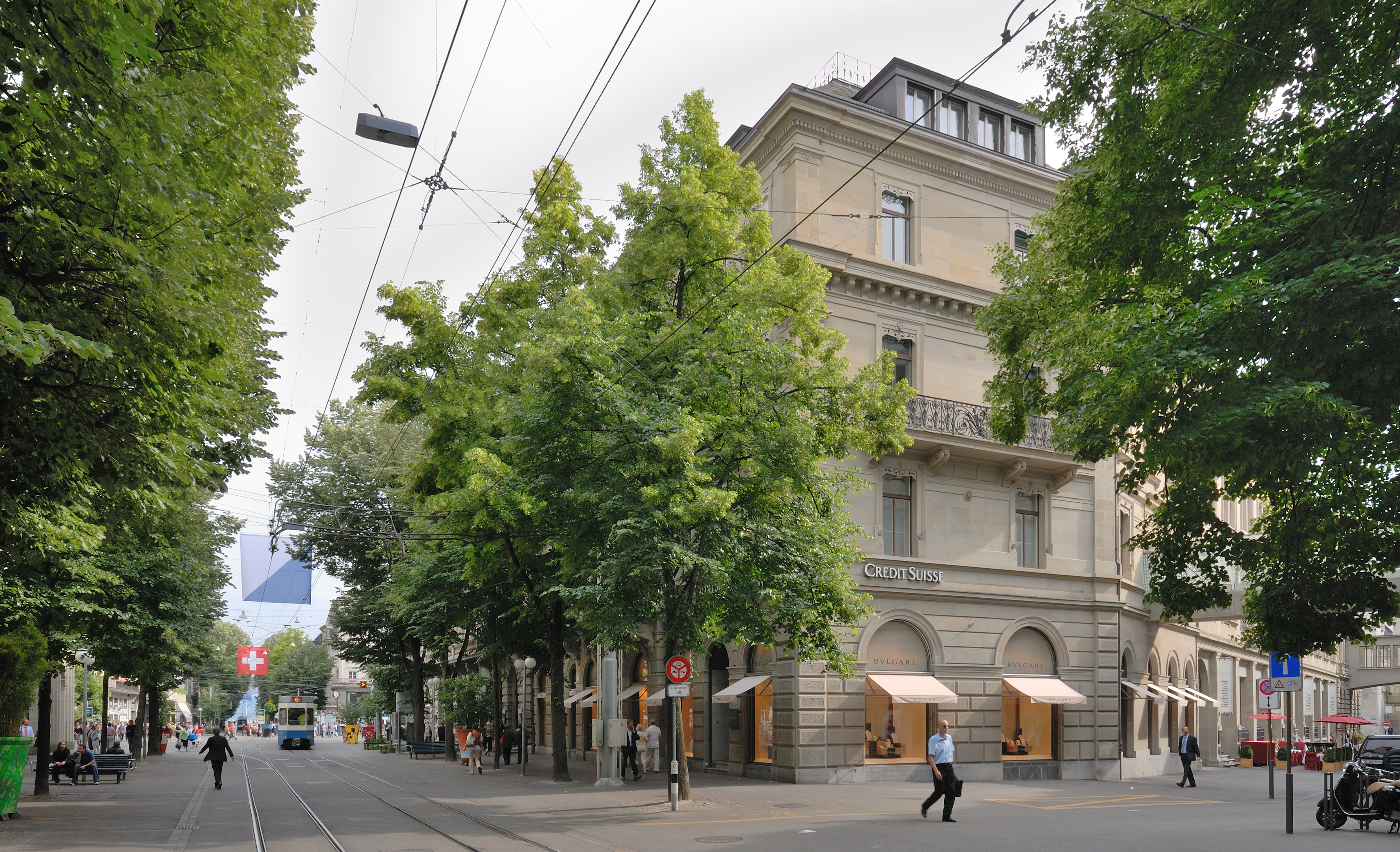
瑞士信贷集团苏黎世总部大楼夏景
（摄于2009年）

1978年，随着怀特·韦尔德公司被美林证券收购后，该公司中断了与瑞士信贷集团的合作关系。为了取代与怀特·韦尔德公司的合作关系，瑞士信贷集团选择了与第一波士顿银行合作。瑞士信贷集团在欧洲建立了瑞士信贷第一波士顿，该公司拥有第一波士顿银行在美业务44%的股份。
1987年，瑞士信贷集团收购了伦敦蓝筹股经纪商巴克马斯特与摩尔公司。这家公司最初由爱尔兰贵族查尔斯·阿基塔格-摩尔与运动员沃尔特·巴克马斯特创立，而他俩则是在莱普敦学校相识。作为股票经纪人，他们之间的关系非常紧密，并且与客户也发展出了良好的私人关系；而这些客户也一度包括约翰·梅纳德·凯恩斯。
随后，瑞士信贷第一波士顿的其他分支机构纷纷在瑞士、伦敦、纽约和东京等地建立。

### 近期历史
2019年8月23日，瑞士信贷宣布在其瑞士部门（瑞士环球银行，SUB）下成立一个新的“直接银行”业务部门，专注于数字零售产品。 此举被视为对N26或Revolut等金融科技竞争对手在瑞士出现的一种反应，将有助于更好地吸引年轻客户。
2020年7月，公司新任首席执行官Thomas Gottstein宣布进行重组； 受到2020年第二季度爆发2019新型冠状病毒大流行期间交易量激增的影响。计划中的重组旨在“降低成本并提高效率”，并且将对前任首席执行官蒂亚姆（Thiam）带来的一些变更进行一些调整。 戈特斯坦认为，“这些举措还应有助于在不确定的市场中提供恢复力，并在出现更积极的经济状况时提供进一步的上涨空间。”
2022年10月3日，澳大利亚广播公司记者大卫·泰勒在推特发布了有关某大型投行濒临倒台的消息后秒删这条推特，但市场普遍猜测消息所指的金融机构系瑞士信贷或德意志银行。瑞士信贷受到多起负面事件影响，包括 Greensill Capital 宣告破產、Archegos 爆倉等事件，導致股价从2021年2月的14.90美元持续下跌至2022年9月30日收盘的3.92美元，瑞信的信用违约互换指数也在9月底飙升，达到了2008年雷曼危机的水平，这一消息更是令财务状况雪上加霜。虽然瑞士信贷高层一再辟谣，并抛出瑞士信贷的转型计划，但其股价在10月初仍在震荡下跌。
2023年2月，瑞士信貸表示称过去两年的财务报告存在重大弱点，原因在于内部控制未能起效。

### 危机与收购
在原訂於3月9日發布的2022年財報，延期至3月14日發布後，3月15日該公司股票下跌13.94%，盤中最低重挫26%。
3月15日，瑞信最大股东沙特国民银行主席表示不会向瑞信提供更多援助。當天瑞士国家银行表示如有必要，瑞士国家银行将向瑞信提供流动性支持，並於次日同意向向瑞士信贷提供500亿瑞士法郎的贷款。3月18日，瑞士金融监管部门又推动瑞银集团全面或部分收购瑞士信贷。3月19日，瑞银集团宣布以30亿瑞郎收购瑞士信贷。2023年6月完成收购。